# Enrico Candiani
Enrico Candiani (Busto Arsizio, Provincia de Varese, Italia, 30 de septiembre de 1918 - Busto Arsizio, Provincia de Varese, Italia, 27 de febrero de 2008) fue un futbolista italiano. Se desempeñaba en la posición de centrocampista.

## Clubes
| Club              | País   | Año         |
| ----------------- | ------ | ----------- |
| Inter de Milán    | Italia | 1938 - 1946 |
| Juventus F. C.    | Italia | 1946 - 1947 |
| Pro Patria Calcio | Italia | 1947 - 1949 |
| A. C. Milan       | Italia | 1949 - 1950 |
| Livorno Calcio    | Italia | 1950 - 1951 |
| U. S. Foggia      | Italia | 1951 - 1952 |

## Palmarés

### Campeonatos nacionales
| Título      | Club           | País   | Año     |
| ----------- | -------------- | ------ | ------- |
| Copa Italia | Inter de Milán | Italia | 1938-39 |
| Serie A     | Inter de Milán | Italia | 1939-40 |